# Bukittinggi

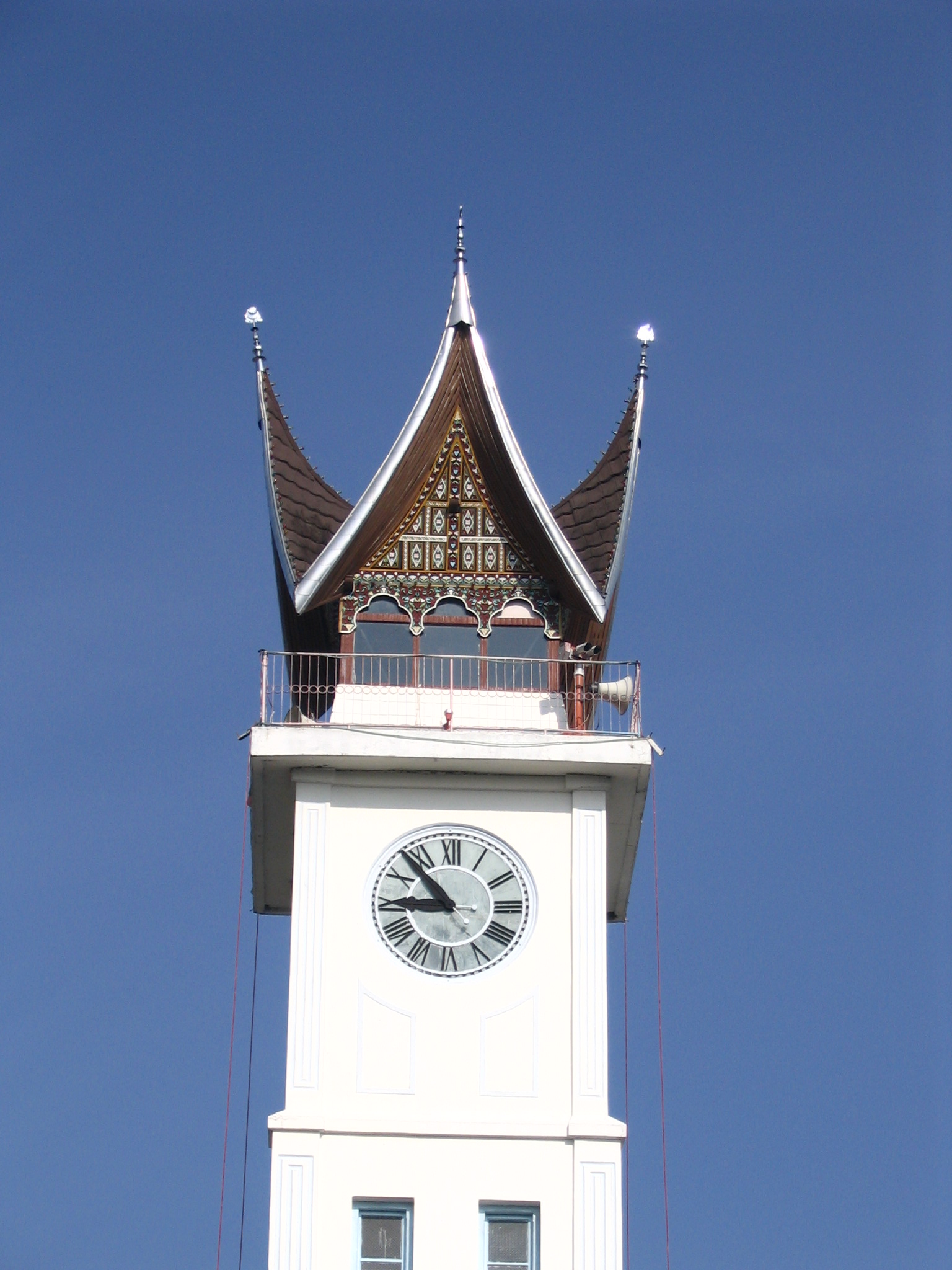
Cuernos de Búfalo, estilo de la Torre del Reloj.

Bukittinggi (Alta Colina en lengua indonesia) es un balneario de montaña ubicado en la provincia de Sumatra Occidental (Minangkabau), en la isla de Sumatera al occidente del archipiélago de Indonesia. Debido a su ubicación sobre la cordillera Bukitbarisan a una altitud de 1000 m s. n. m., goza de un clima seco y agradable con una temperatura promedio de 20 °C. La población de Bukittinggi es aproximadamente 90.000 habitantes.
Jam Gadang (La Torre del Reloj), ubicada en la plaza principal de Bukittingi fue construida en 1926 por el arquitecto militar Sargento Gigi Ameh para ubicar allí un reloj entregado a Bukittinggi como regalo por la reina de Holanda. El techo de la torre tenía inicialmente una forma de cúpula, posteriormente se remplazó por un techo trapezoidal de estilo javanés y después de la independencia se remplazó por un techo tradicional de la cultura Minangkabau con una forma que representa los cuernos de un búfalo.

## Historia

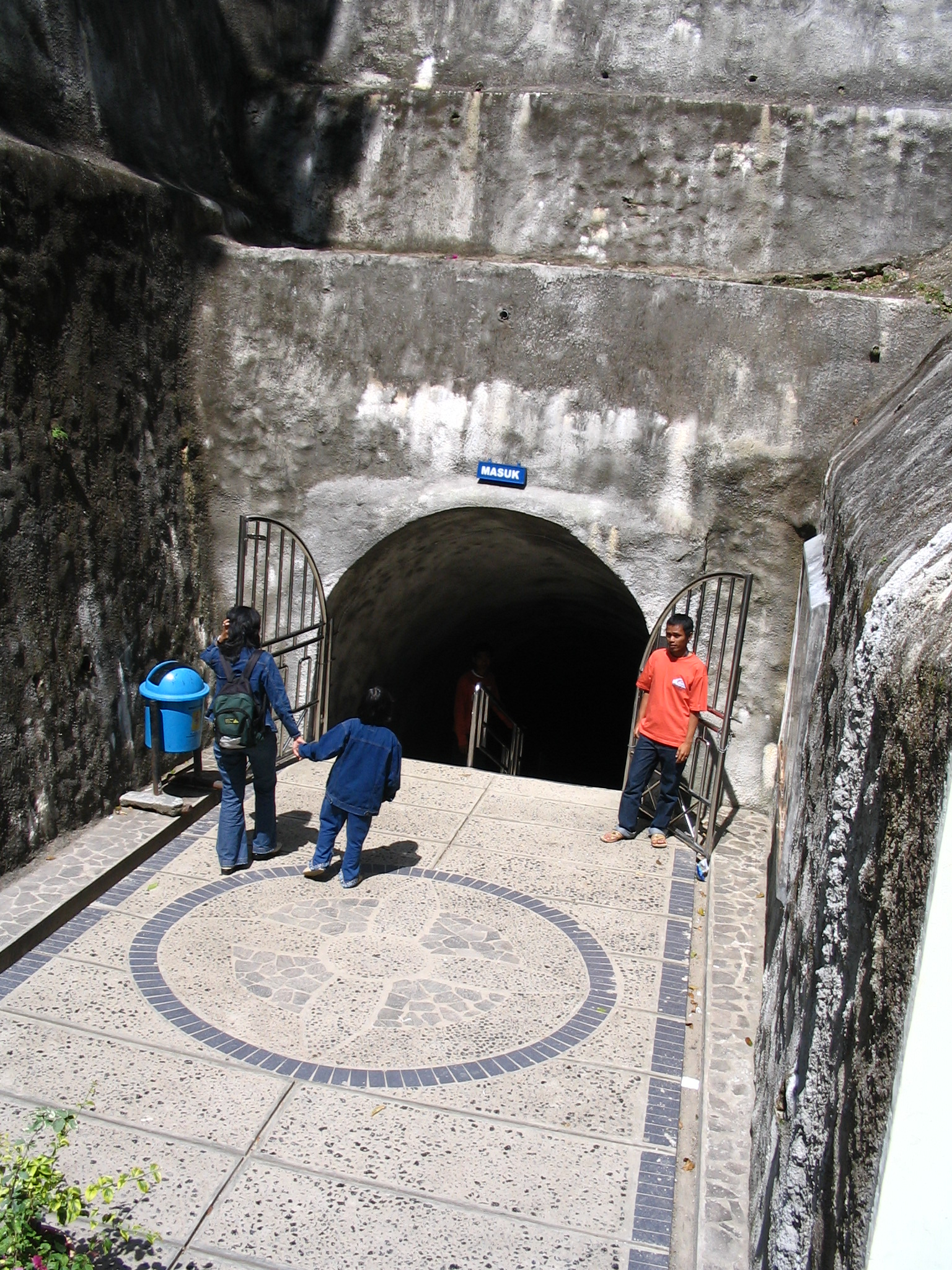
entrada al túnel japonés.

En 1825 los neerlandeses construyeron un fuerte militar sobre la colina Jirek (Roca) y alrededor de éste se desarrolló la población de Bukittinggi. El fuerte se denominó “Fuerte de la Roca".
En 1942 los japoneses ocuparon la isla de Sumatra durante la Segunda Guerra Mundial y Bukittinggi fue escogido por las fuerzas de ocupación para llevar a cabo la construcción de una base subterránea junto al cañón Sianok desde donde los japoneses dirigían sus operaciones.

## Sitios de interés

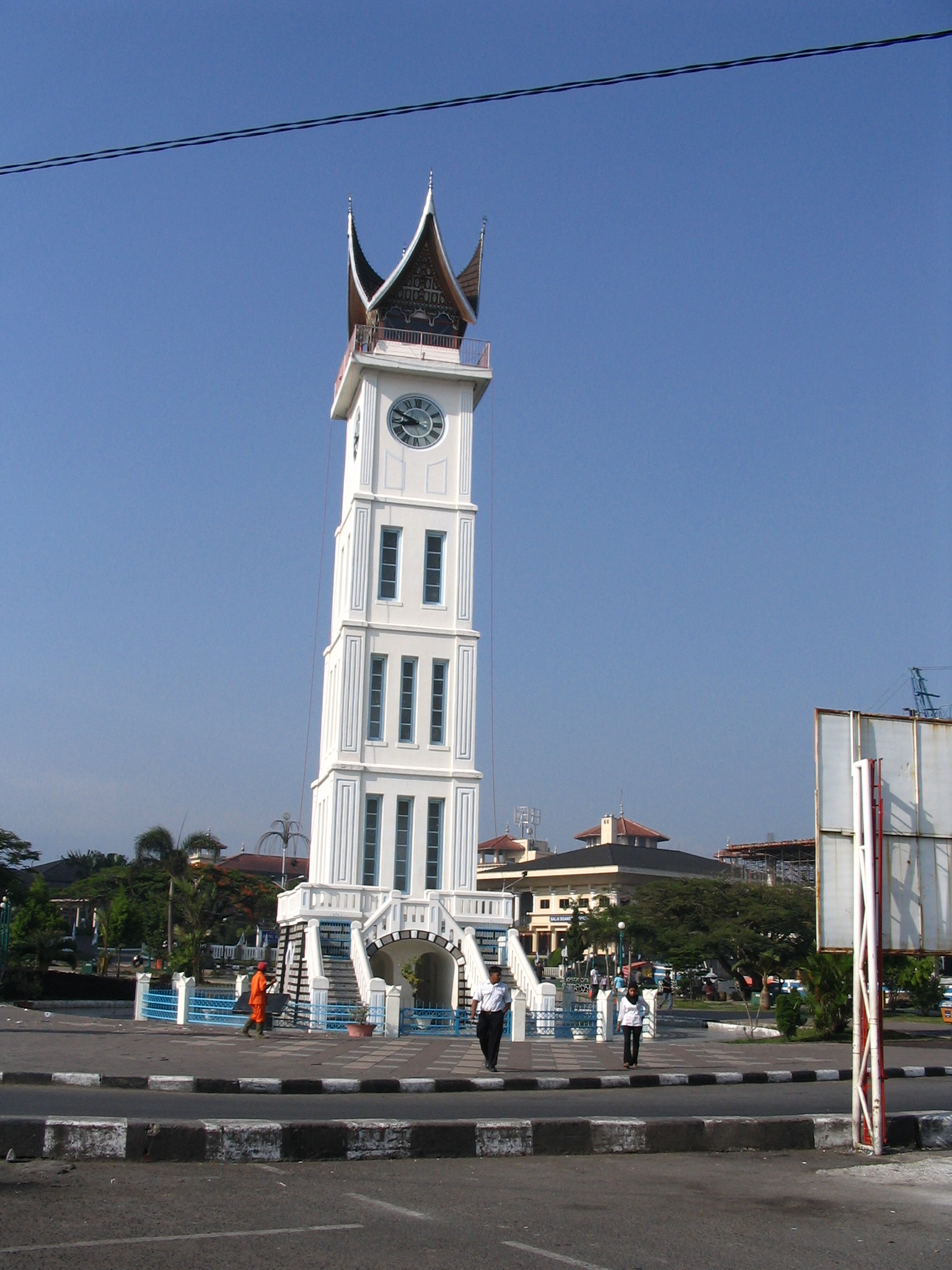
Torre del Reloj, plaza principal de Bukittinggi.

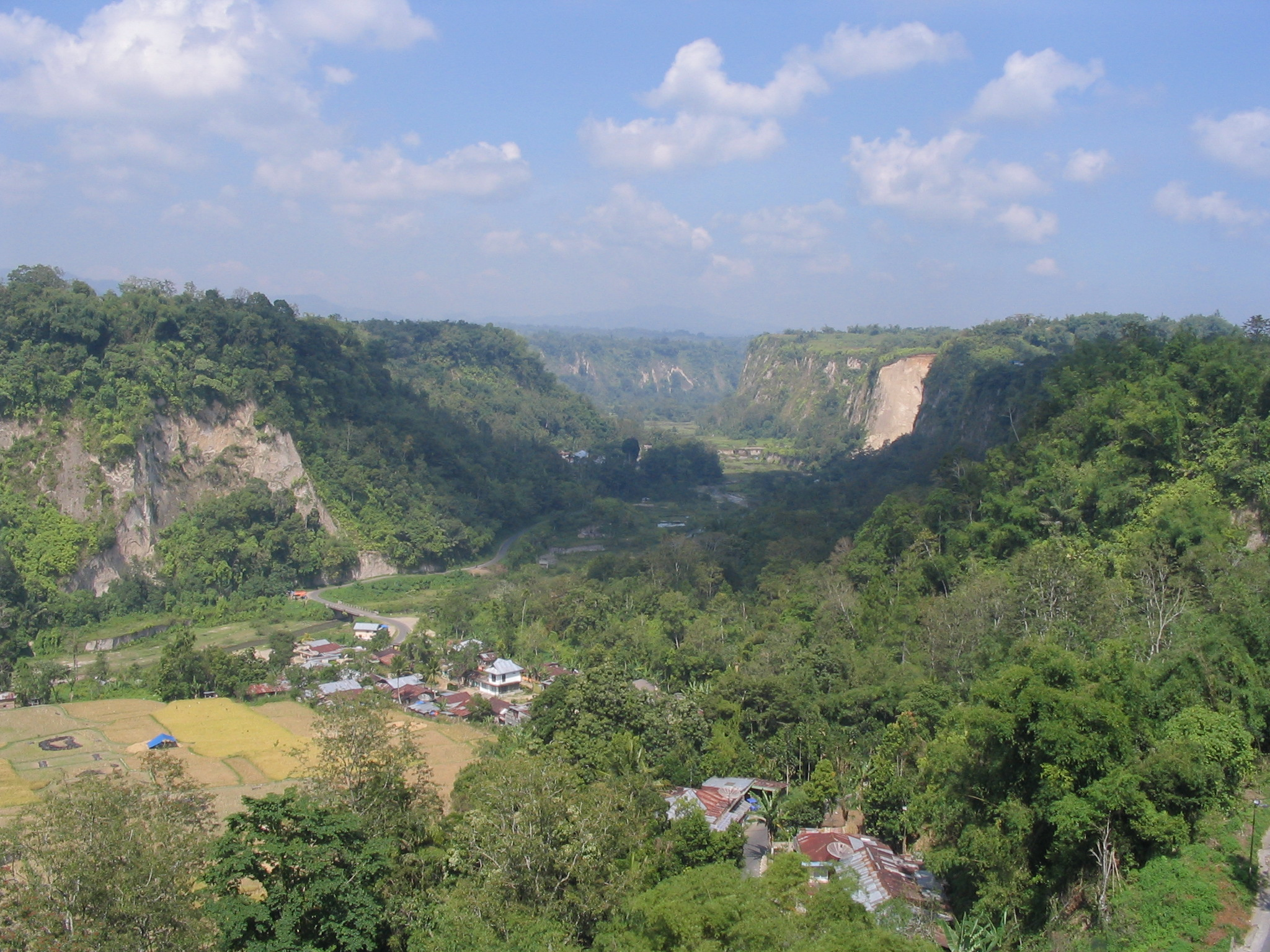
Cañón Sianok visto desde el parque del túnel japonés.

Bukittinggi es un lugar privilegiado por la naturaleza pues es bastante rico en paisajes. Una vista panorámica del cañón Sianok puede apreciarse desde una de las calles principales de la localidad, la calle Setia Budi. El paisaje del cañón Sianok está complementado por una vista del volcán Singgalang (2.877 m s. n. m.). Desde allí también se puede apreciar la cima del volcán Marapi (2.891 m s. n. m.), todavía activo.
Bukittinggi también cuenta con numerosos sitios de interés cultural e histórico producta de su rica historia, primero bajo la administración neerlandesa, la ocupación japonesa durante la Segunda Guerra y su reciente independencia.
Entre estos se encuentran:
- Parque Taman Bundo Kanduang, donde se encuentra el Fuerte de la Roca construido en 1825 y hoy convertido en acueducto y un pintoresco puente peatonal, sobre una avenida, llamado Limpapeh y que comunica con el parque zoológico. Desde el puente se puede apreciar una panorámica de Bukittinggi a lo largo de su avenida principal.
- La Torre del Reloj (Djam Gadang): construida por los neerlandeses en 1926 para alzar el reloj de regalo enviado por la reina de Holanda.
- El Túnel Japonés: una red de túneles construidos por las fuerzas de ocupación japonesas durante la Segunda Guerra Mundial. Se dice que los japoneses utilizaron prisioneros de guerra para la construcción de esta red de túneles y que muchos de ellos murieron debido a lo arduo de esta labor.
- La Escalera 1000: Una escalera hacia el Sianok, a través de un estrecho cañón que resembla dos paredes a lado y lado de la escalera.

## Véase también

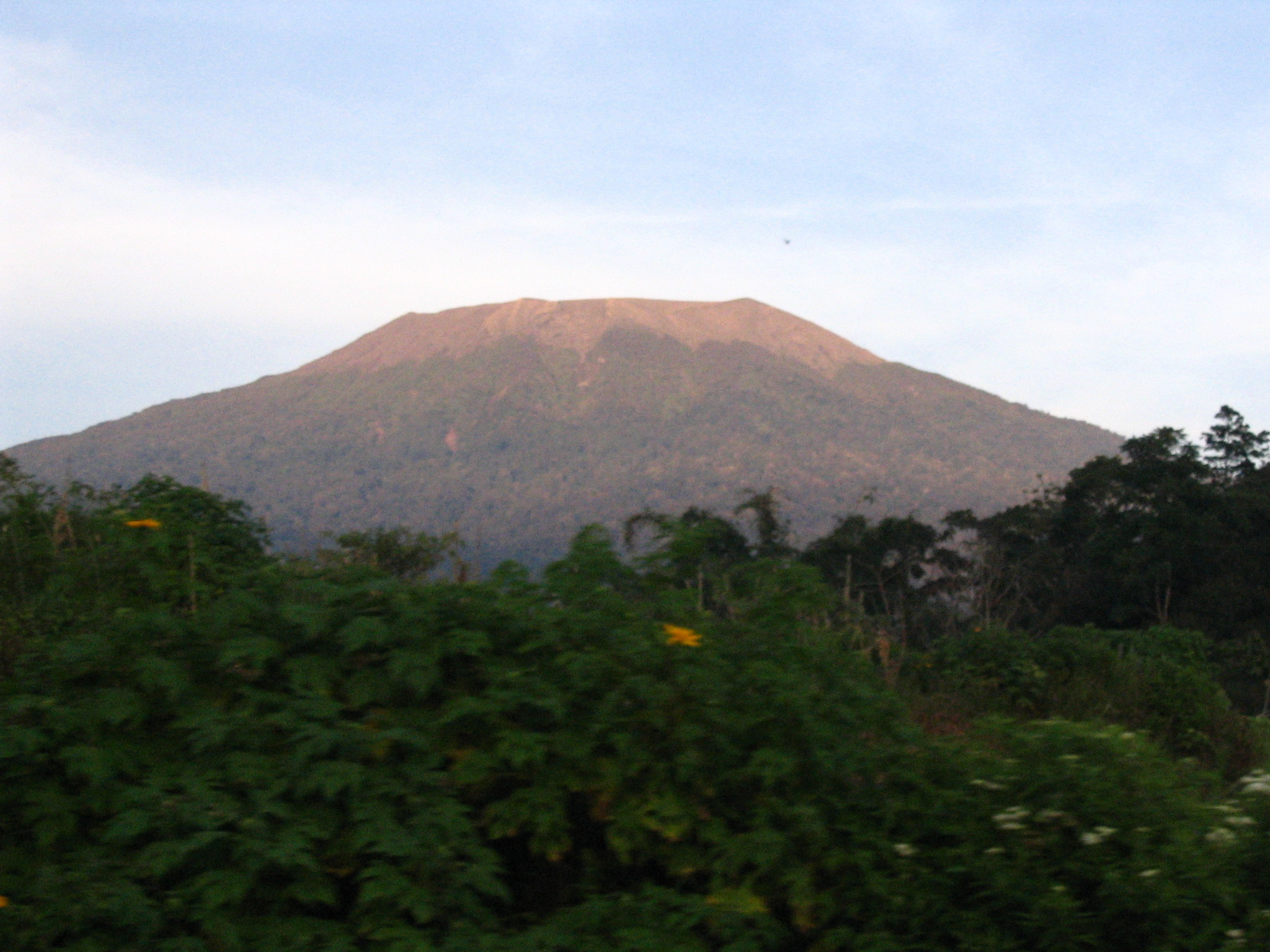
Volcán Marapi, Bukittinggi.